# Ловелл Норт
Ловелл Норт (англ. Lowell North; 2 грудня 1929 — 2 червня 2019) — американський яхтсмен.
Олімпійський чемпіон 1968 року в класі Зоряний, бронзовий призер 1964 року в класі Дракон.
Чемпіон світу в класі Зоряний 1945, 1957, 1959, 1960, 1973 років, срібний призер 1956, 1963, 1966, 1967, 1971 років, бронзовий призер 1961, 1969 років.